# Aeroportul Regional Valdosta
Aeroportul Regional Valdosta (IATA: VLD, ICAO: KVLD, FAA LID: VLD) este un aeroport din Georgia, Statele Unite ale Americii ce deservește zona Valdosta⁠(d). Aeroportul a fost tranzitat în 2019 de 88.360 de pasageri. A fost numit după zona deservită.
Situat la o altitudine de 62 m, aeroportul dispune de 3 piste.

## Infrastructură

### Piste
Aeroportul dispune de 3 piste: 
- pista 04/22 din asfalt, cu dimensiunile 5.598 picioare × 100 picioare
- pista 13/31 din asfalt, cu dimensiunile 3.636 picioare × 75 picioare
- pista 17/35 din asfalt, cu dimensiunile 8.002 picioare × 150 picioare